# 喬許·霍洛威
喬許·霍洛威（英語：Josh Holloway，1969年7月20日—）出身美國加州圣何塞，是一位演員、模特和製作人。最著名的作品是在《迷失》中飾演James "Sawyer" Ford角色，以及CBS電視劇《超腦特工》中飾演Gabriel Vaughn角色。他最近出演科幻電視劇《殖民地》。